# لائورا خیل
لائورا خیل (اسپانیایی: Laura Gil‎؛ زادهٔ ۲۴ آوریل ۱۹۹۲) بازیکن بسکتبال اهل اسپانیا است.
وی در مسابقات کشوری و بین‌المللی در مجموع برندهٔ ۳ مدال طلا، ۲ مدال نقره، ۲ مدال برنز شده‌است.